# Rhyan White
Rhyan Elizabeth White (Sandy, 25 de enero de 2000) es una deportista estadounidense que compite en natación, especialista en el estilo espalda.
Participó en los Juegos Olímpicos de Tokio 2020, obteniendo una medalla de plata en el relevo 4 × 100 m estilos.
Ganó una medalla de bronce en el Campeonato Mundial de Natación de 2022 y dos medallas en el Campeonato Mundial de Natación en Piscina Corta de 2021.

## Palmarés internacional
| Juegos Olímpicos                    | Juegos Olímpicos   | Juegos Olímpicos  | Juegos Olímpicos  |
| Año                                 | Lugar              | Medalla           | Prueba            |
| ----------------------------------- | ------------------ | ----------------- | ----------------- |
| 2020                                | Tokio (Japón)      | Medalla de plata  | 4 × 100 m estilos |
| Campeonato Mundial                  |                    |                   |                   |
| Año                                 | Lugar              | Medalla           | Prueba            |
| 2022                                | Budapest (Hungría) | Medalla de bronce | 200 m espalda     |
| Campeonato Mundial en Piscina Corta |                    |                   |                   |
| Año                                 | Lugar              | Medalla           | Prueba            |
| 2021                                | Abu Dabi (EAU)     | Medalla de oro    | 200 m espalda     |
| 2021                                | Abu Dabi (EAU)     | Medalla de plata  | 4 × 50 m estilos  |

1. ↑  Compitió en la serie preliminar.